# Lawaan
Lawaan is een gemeente in de Filipijnse provincie Eastern Samar op het eiland Samar. Bij de laatste census in 2007 had de gemeente bijna 11 duizend inwoners.

## Geografie

### Bestuurlijke indeling
Lawaan is onderverdeeld in de volgende 16 barangays:
| - Barangay Poblacion 1 - Barangay Poblacion 2 - Barangay Poblacion 3 - Barangay Poblacion 4 - Barangay Poblacion 5 - Barangay Poblacion 6 - Barangay Poblacion 7 - Barangay Poblacion 8 | - Barangay Poblacion 9 - Barangay Poblacion 10 - Betaog - Bolusao - Guinob-an - Maslog - San Isidro - Taguite |

## Demografie
Lawaan had bij de census van 2007 een inwoneraantal van 10.645 mensen. Dit zijn 790 mensen (8,0%) meer dan bij de vorige census van 2000. De gemiddelde jaarlijkse groei komt daarmee uit op 1,07%, hetgeen lager is dan het landelijk jaarlijks gemiddelde over deze periode (2,04%). Vergeleken met de census van 1995 is het aantal mensen met 920 (9,5%) toegenomen.

De bevolkingsdichtheid van Lawaan was ten tijde van de laatste census, met 10.645 inwoners op 162,56 km², 65,5 mensen per km².